# Giuseppe Garampi
Giuseppe Garampi, italijanski rimskokatoliški duhovnik, škof in kardinal, * 29. oktober 1725, Rimini, † 4. maj 1792.

## Življenjepis
31. maja 1749 je prejel duhovniško posvečenje.
Leta 1751 je bil imenovan za prefekta Vatikanskih tajnih arhivov.
27. januarja 1772 je bil imenovan za naslovnega nadškofa Beritusa in 9. februarja istega leta je prejel škofovsko posvečenje. 20. marca 1772 je bil imenovan za apostolskega nuncija na Poljskem in 16. marca 1776 še za apostolskega nuncija v Avstriji.
20. maja 1776 je bil imenovan za nadškofa (osebni naziv) škofije Montefiascon.
14. februarja 1785 je bil povzdignjen v kardinala in 3. aprila 1786 je bil ustoličen kot kardinal-duhovnika Ss. Giovanni e Paolo.